# Јунион Сити (Оклахома)
Јунион Сити (енгл. Union City) град је у америчкој савезној држави Оклахома.

## Демографија
По попису из 2010. године број становника је 1.645, што је 270 (19,6%) становника више него 2000. године.
| Група             | 2000.         | 2010.         |
| Белци             | 1.244 (90,5%) | 1.347 (81,9%) |
| Афроамериканци    | 24 (1,7%)     | 74 (4,5%)     |
| Азијати           | 1 (0,1%)      | 8 (0,5%)      |
| Хиспаноамериканци | 32 (2,3%)     | 76 (4,6%)     |
| Укупно            | 1.375         | 1.645         |